# 御匣殿 (藤原道隆四女)
御匣殿（？—1002年7月15日／？－長保四年六月初三），本名未详。关白藤原道隆第四女，母高阶贵子。同母長姊一条天皇皇后藤原定子、三条天皇东宫妃藤原原子，同母兄藤原伊周、藤原隆家等。

## 人物生平
御匣殿約生於983–985。正历4年（993年）2月22日（993年3月17日），御匣殿与二姊藤原原子、三姊同日在父亲藤原道隆的宅邸东三条院的南殿举行成人礼。大约于长保初年（1000年）入后宫，为長姊皇后藤原定子的御匣殿别当。御匣殿是後宫贞观殿的别称，執掌天皇和后妃们的衣服缝纫之职，长官称御匣殿别当。自平安时代中期起，逐渐成为天皇准妃妾的称号之一。

长保二年十二月十六日（1001年1月13日），親姊定子生下第三个孩子媄子内亲王後即崩逝。据说定子臨終之際将三个孩子托付與御匣殿，於是御匣殿成为三个外甥的养母。

在养育外甥之时，受到一条天皇的宠爱，怀孕後，其兄伊周和隆家十分开心，祈祷她能像定子一样生下皇子。但是到了快生产的时候，御匣殿却死去，孩子也未生下。